# Supercopa Diez Apertura 2013
La Supercopa Diez Apertura 2013 fue la primera edición del torneo de carácter amistoso de fútbol hondureño, que enfrentó al campeón de la Liga Nacional de Fútbol de Honduras, Real España, y al campeón de la Liga de Ascenso de Honduras, Honduras Progreso, equipo que finalizó campeón del torneo al vencer con un marcador de 2-1 a su contrincante, el Real España

## Sistema de juego
La Supercopa de Honduras se disputa a un enfrentamiento entre los equipos campeones de las primeras dos divisiones de fútbol de Honduras, la Liga Nacional de Fútbol de Honduras y la Liga de Ascenso de Honduras. El partido se realizó el 4 de enero de 2014 en el Estadio Humberto Micheletti de la ciudad de El Progreso entre el Real Club Deportivo España (Campeón de la Liga Nacional de Fútbol de Honduras) y el Honduras Progreso (Campeón de la Liga de Ascenso de Honduras). El Honduras Progreso quedó campeón de este torneo al vencer por un marcador de 2-1 al Real España.
El equipo que gane el encuentro será el campeón del torneo. En caso de que existiera un empate se recurriría a los alargues, cada uno de 15 minutos. Si el empate persiste, el campeón se definirá mediante los tiros desde el punto penalti.

## Participantes
| Real Club Deportivo España | Honduras Progreso |

## Partido
|  | POR | Orlin Vallecillo  |     |
|  | DEF | Leonardo Isaula   |     |
|  | DEF | Raimundo Cálix    |     |
|  | DEF | Julio Cerrato     |     |
|  | DEF | Carlos Sánchez    |     |
|  | MED | Juan Delgado      |     |
|  | MED | Bryan Johnson     |     |
|  | MED | Luis Alvarado     | 46' |
|  | MED | Francisco Aguilar | 46' |
|  | DEL | Jorge Cardona     |     |
|  | DEL | Owen Morales      | 64' |
|  |     |                   |     |

|  | POR | Luis López             |     |
|  | DEF | Harlinton Gutiérrez    |     |
|  | DEF | Marlon Peña            |     |
|  | DEF | Bryan Acosta           |     |
|  | DEF | Daniel Tejeda          | 61' |
|  | MED | Gerson Rodas           |     |
|  | MED | Julio Rodríguez        |     |
|  | MED | Mario Roberto Martínez | 56' |
|  | MED | Edder Delgado          |     |
|  | DEL | Bryan Róchez           | 68' |
|  | DEL | Claudio Cardozo        |     |
|  |     |                        |     |

|  | MED | Edwin León     | 46' |  |
|  | MED | Jonathan Reyes | 46' |  |
|  | DEL | Denis Aguilar  | 64' |  |

|  | DEL | Franco Güity | 56' |
|  | DEL | Luis Lobo    | 61' |
|  | DEL | Juan Mejía   | 68' |

| Anotado | 25' | Owen Morales  | 1-0 |
| Anotado | 51' | Bryan Johnson | 2-0 |

| Anotado | 52' | Gerson Rodas | 1-2 |

| Amonestado | 64' | Juan Delgado |

| Amonestado | 35' | Marlon Peña   |
| Amonestado | 62' | Edder Delgado |
| Amonestado | 90' | Gerson Rodas  |

| Árbitro | David Cruz |

|  | POR | Orlin Vallecillo  |     |
|  | DEF | Leonardo Isaula   |     |
|  | DEF | Raimundo Cálix    |     |
|  | DEF | Julio Cerrato     |     |
|  | DEF | Carlos Sánchez    |     |
|  | MED | Juan Delgado      |     |
|  | MED | Bryan Johnson     |     |
|  | MED | Luis Alvarado     | 46' |
|  | MED | Francisco Aguilar | 46' |
|  | DEL | Jorge Cardona     |     |
|  | DEL | Owen Morales      | 64' |
|  |     |                   |     |

|  | POR | Luis López             |     |
|  | DEF | Harlinton Gutiérrez    |     |
|  | DEF | Marlon Peña            |     |
|  | DEF | Bryan Acosta           |     |
|  | DEF | Daniel Tejeda          | 61' |
|  | MED | Gerson Rodas           |     |
|  | MED | Julio Rodríguez        |     |
|  | MED | Mario Roberto Martínez | 56' |
|  | MED | Edder Delgado          |     |
|  | DEL | Bryan Róchez           | 68' |
|  | DEL | Claudio Cardozo        |     |
|  |     |                        |     |

|  | MED | Edwin León     | 46' |  |
|  | MED | Jonathan Reyes | 46' |  |
|  | DEL | Denis Aguilar  | 64' |  |

|  | DEL | Franco Güity | 56' |
|  | DEL | Luis Lobo    | 61' |
|  | DEL | Juan Mejía   | 68' |

| Anotado | 25' | Owen Morales  | 1-0 |
| Anotado | 51' | Bryan Johnson | 2-0 |

| Anotado | 52' | Gerson Rodas | 1-2 |

| Amonestado | 64' | Juan Delgado |

| Amonestado | 35' | Marlon Peña   |
| Amonestado | 62' | Edder Delgado |
| Amonestado | 90' | Gerson Rodas  |

| Árbitro | David Cruz |

## Campeón
| Campeón Honduras Progreso Primer título |